# STS-83
STS-83 e осемдесет и третата мисия на НАСА по програмата Спейс шатъл и двадесети и втори полет на совалката Колумбия.

## Екипаж
| Пост                           | Астронавт                                 |
| ------------------------------ | ----------------------------------------- |
| Командир                       | Джеймс Халсъл трети космически полет      |
| Пилот                          | Сюзан Стил-Килрейн първи космически полет |
| Специалист на мисията 1        | Джанис Вос трети космически полет         |
| Специалист на мисията 2        | Доналд Томас трети космически полет       |
| Специалист на мисията 3        | Майкъл Гернхарт втори космически полет    |
| Специалист по полезния товар 1 | Роджър Крауч първи космически полет       |
| Специалист по полезния товар 2 | Грегъри Линтерис първи космически полет   |

- Броят на полетите е преди и включително тази мисия.

## Полетът
Старта на мисията е даден на 4 април 1997 г. и е планирано да продължи 15 денонощия и 16 часа. Мисията е предсрочно прекратена поради проблем с горивна клетка № 2 и се приземява на 8 април, след 3 денонощия и 23 часа в орбита.
Основният полезен товар на STS-83 е Microgravity Science Laboratory (MSL). MSL е набор от микрогравитационни експерименти, намиращи се в европейския модул Спейслаб. Тя е в пряка връзка и научна основа за много международни мисии: лабораторни (IML-1 на мисия STS-42 и IML-2 на STS-65), U. S. Microgravity Laboratory-мисии (USML-1 на STS-50 и USML-2 на STS-73), японската Spacelab-мисия (Spacelab-J на STS-47), "Тhe Spacelab Life and Microgravity Science Mission" (LMS на STS-78) и немските Spacelab-мисии (D-1 на STS-61A и D-2 на STS-55).
В крайна сметка нито една от основните цели на мисията не е изпълнена, и НАСА решава мисията да се повтори отново като мисия STS-94, която стартира на 1 юли 1997 г. Това повторение на мисия е уникално в историята на космонавтиката. То става с абсолютно същия екипаж, оборудване и с един и същ знак на експедицията (сменен е само цветът на фона, където са имената на астронавтите от червен на син).

## Параметри на мисията
- Маса:
  - Маса на при кацането: 117 802 кг
  - Маса на полезния товар MSL-1 Spacelab Module: 13 006 кг
- Перигей: 298 км
- Апогей: 302 км
- Инклинация: 28,5°
- Орбитален период: 90.5 мин